# 埼玉県防災航空隊
埼玉県防災航空隊（さいたまけんぼうさいこうくうたい）は、埼玉県庁の組織であり、消防防災ヘリコプター3機を保有・運用し、防災・救助活動等を任務としている。

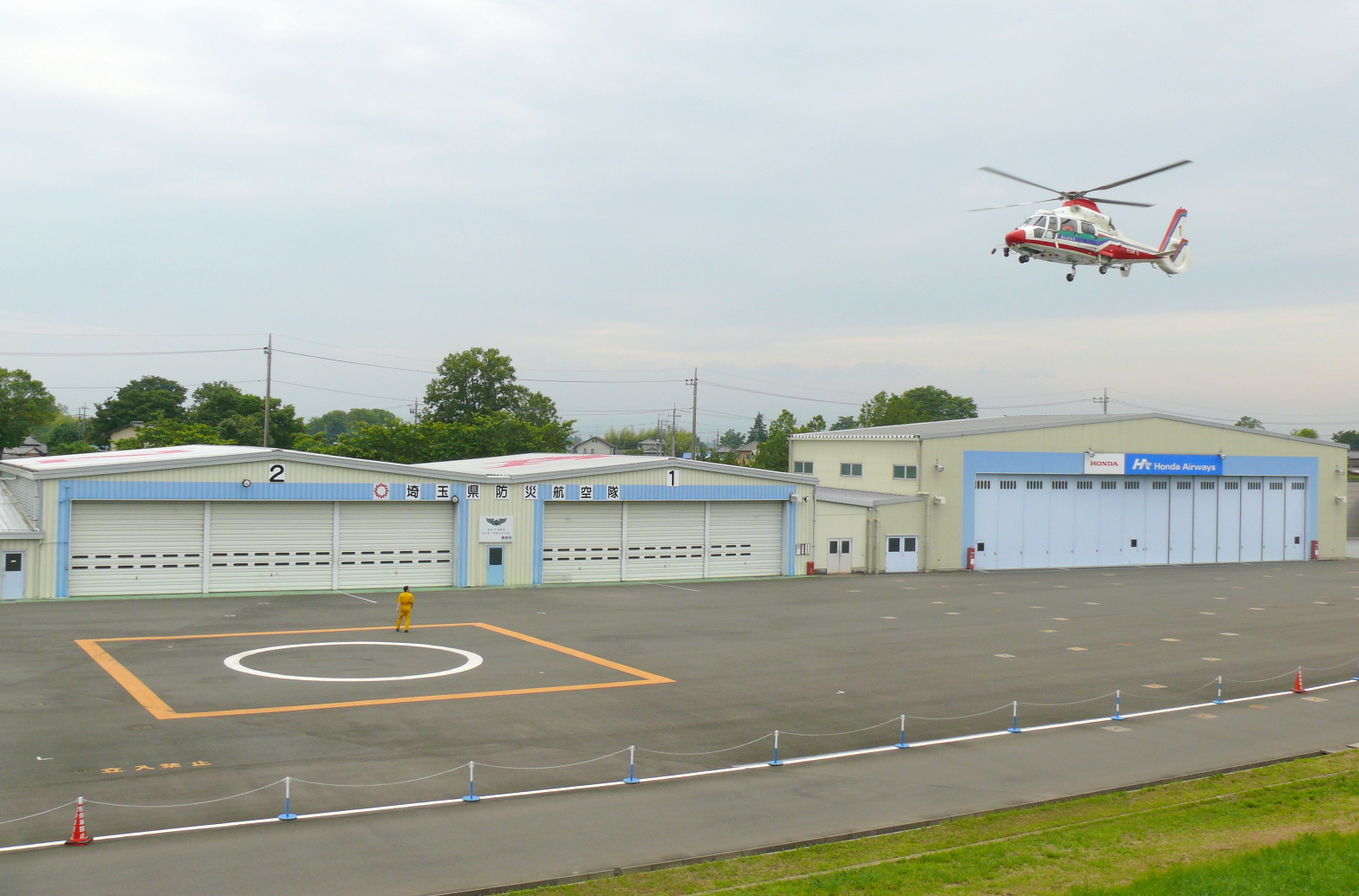
ホンダエアポートの基地より離陸する「あらかわ1号」。
（2010年6月9日）

## 概要
- 管轄面積：- 約3,798.08km2(埼玉県全域及びその周辺地域)
- 運行時間：- 24時間365日
- 運行形態 = 本田航空（株）に委託
- 運行基地：ホンダエアポート（防災航空センター）〒350-0141 埼玉県比企郡川島町出丸下郷53-1
- 埼玉県が機材を所有し、本田航空のパイロットが運行し、県内消防本部から埼玉県防災航空センターに派遣された消防吏員(救助隊員)が航空隊員として救助にあたる。
- 任務
  - 救助活動
    - 山岳救助 - 秩父地方など山岳地域での滑落事故や遭難事故の捜索救助活動。
    - 水難救助 - 河川や湖での救助活動。
    - 火災救助 - 名古屋市消防局航空隊と東京消防庁航空隊に次ぐ3例目として高層建物火災から逃げ遅れをホイスト救出している。

  - 航空救急
    - 救急搬送
    - ドクターヘリ的運航 - 県のドクターヘリが運用出来ない夜間時のドクターヘリ的運用。

  - 空中消火 - 山火事に対応する。
  - 情報収集 - 火災や大規模災害など上空からの収集。
  - 緊急消防援助隊 - 大規模災害時に消防庁の要請により県外へ出動する。
  - 埼玉県特別機動援助隊（埼玉SMART） - 埼玉県内の大規模災害時に県知事の指示・要請で編成される。

## 機体
- あらかわ3「アグスタ社 アグスタウェストランド AW139」 (機体番号: JA31AR) 機体カラーは赤と白色を基調としている。
- あらかわ4「アグスタ社 アグスタウェストランド AW139」(機体番号: JA03FD ) 機体カラーは赤を基調としている。総務省消防庁所有の機体の無償使用。
- あらかわ2「アグスタ社 アグスタウェストランド AW139」(機体番号: JA31DP ) 機体カラーは先代あらかわ2を踏襲した赤と白色をベースとし、青と緑のラインが入ったデザイン。

かつて運航されていた機種
- あらかわ1「ユーロコプター AS365 N3」(機体番号: JA31TM) 機体カラーは白色を基調としていた。[1] 事故損耗

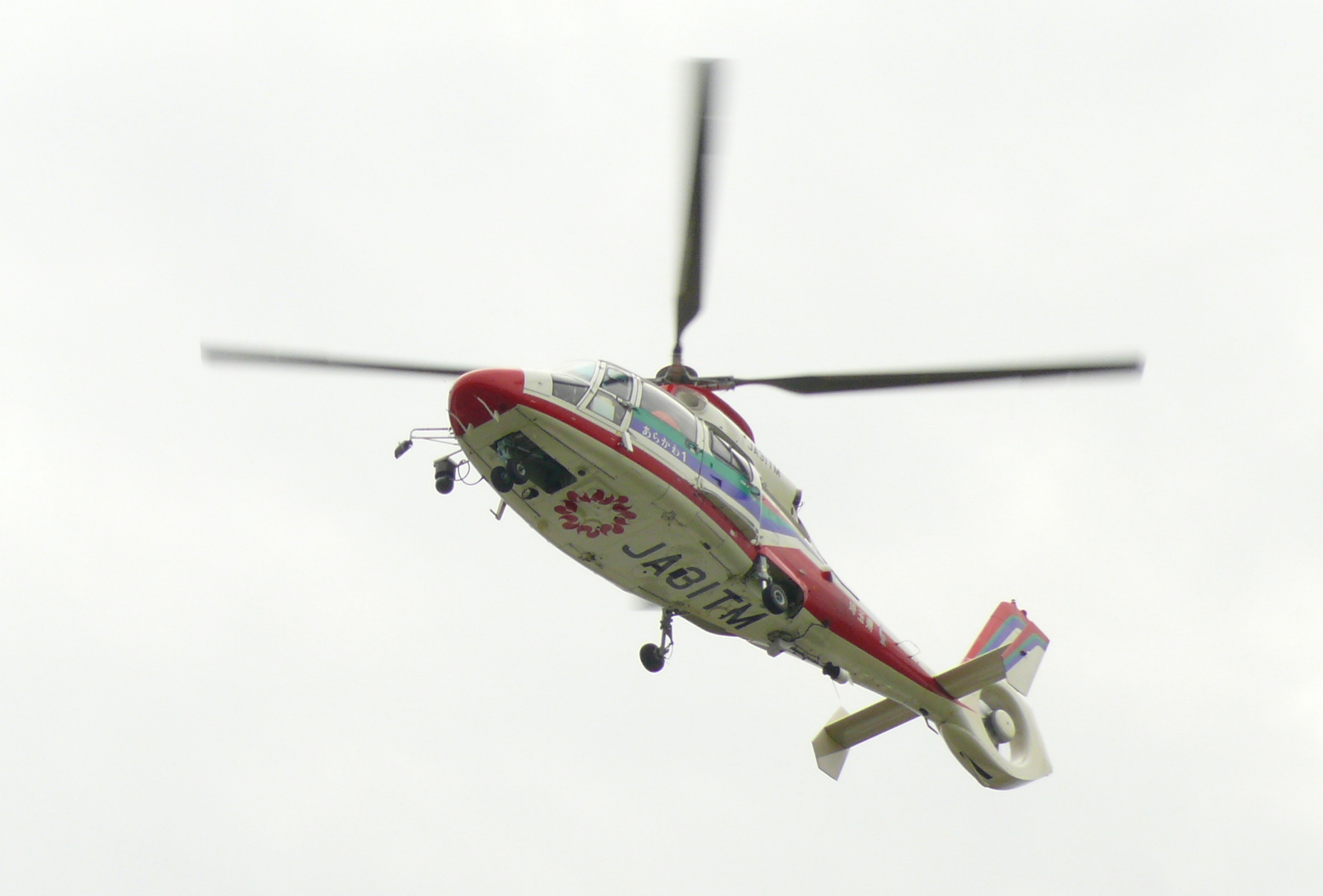
「あらかわ1号」 （2009年9月14日）
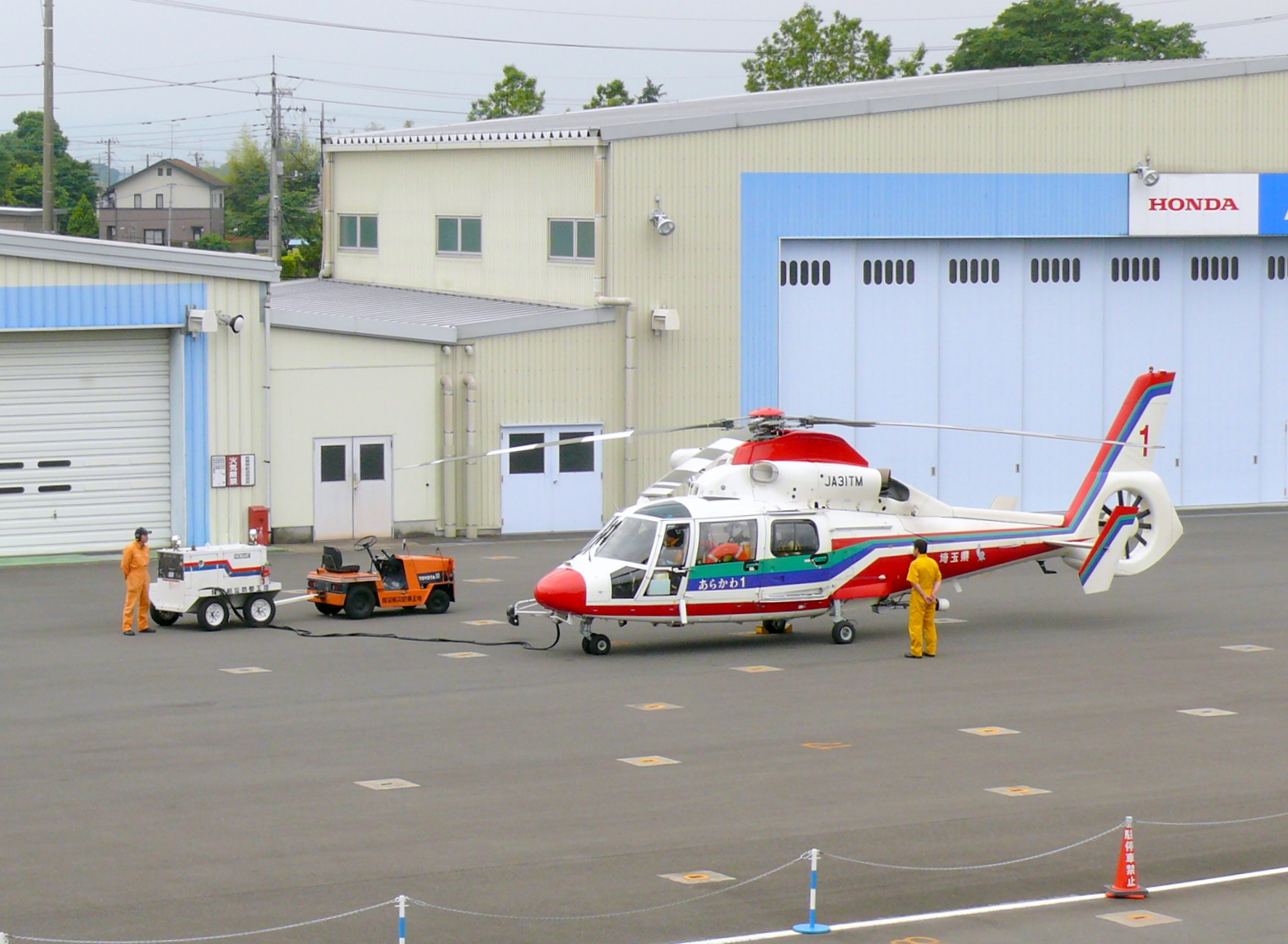
ホンダエアポートにて離陸準備をする「あらかわ1号」。 （2010年6月9日）

- あらかわ2「ユーロコプター AS365 N3」(機体記号: JA31KN) 機体カラーは赤色を基調としていた。更新に伴い2023年6月に退役。[2]

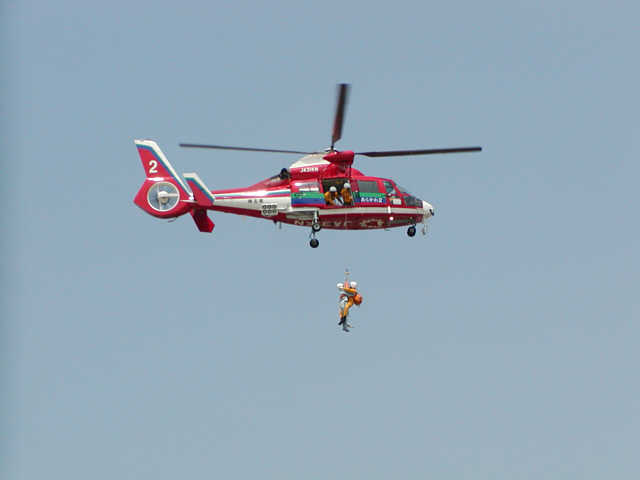
あらかわ2号 （2002年8月25日）

### 後継機
事故損耗によって失われた機体の代替機として、「アグスタウエストランド AW139」１機が埼玉県予算で調達され、さらに総務省消防庁の予算で同じAW139が１機が調達されて埼玉県に無償貸与された。東京都、京都市に続いて3例目。これにより、2012年6月1日から点検整備があっても常時２機が活動できる体制が整えられた。また2012年4月以降、墜落事故後中止されていた夜間のドクターヘリ的運航が再開される予定。

2023年6月、あらかわ2(JA31KN)が老朽化により退役し一時的に2機体制になったが、2024年9月にあらかわ2(JA31DP)が導入され再び3機体制になった。
また(JA31KN)の退役によって全機AW139に統一されることになった。

## 沿革
- 1991年1月：消防防災課防災航空係として発足。
- 1991年4月1日：「あらかわ」を受領し運航開始。
- 1995年：阪神・淡路大震災に応援派遣。
- 1996年8月：「あらかわ2」を受領し運行開始。
- 1997年：ナホトカ号重油流出事故に応援派遣。
- 2004年10月：新潟県中越地震に応援派遣
- 2005年8月1日：ドクターヘリ的運航を開始
- 2006年5月：「あらかわ1」を受領し、「あらかわ」を更新
- 2007年10月26日：（埼玉医大総合医療センターにて、ドクターヘリ専用機の運航が始まる）
- 2008年6月：岩手宮城内陸地震に応援派遣
- 2009年7月：早朝・夜間ドクターヘリ的運航開始（ドクターヘリ専用機が運用できない時間帯）
- 2010年7月25日：「あらかわ1」が、救助活動中に埼玉県秩父市の滝川ぶどう沢付近に墜落。乗員5名死亡、2名生存。防災ヘリ運行中止。
- 2010年11月9日：防災ヘリの運行再開。
- 2011年1月1日：山岳救助活動および日中におけるドクターヘリ的運航を再開[5]。
- 2011年3月：東北地方太平洋沖地震に伴う東日本大震災に緊急消防援助隊として応援派遣。茨城県東海村ひたちなか火力発電所において震災で宙づり状態になった作業員計9名のうち3名救出。
- 2011年6月：墜落した代替機の購入と緊急消防援助隊の功績から消防庁が1機無償貸与する事が決定し現保有の機体に加え来年度は３機体制になることが決定。ドクターヘリ的運用も再開へ。[6][7]
- 2012年1月17日：さいたま市南区のビル火災において屋上に逃げ遅れた作業員を防災ヘリあらかわ2にて救助。高層建物火災での航空救助は名古屋市消防局航空隊と東京消防庁航空隊に次ぐ3例目である。[8]
- 2012年6月1日：墜落した代替機（あらかわ3）と総務省消防庁から無償貸与された（あらかわ4）の運航を開始する。
- 2013年10月16日：平成25年台風第26号が発生し緊急消防援助隊として伊豆大島に派遣。
- 2015年9月10日：平成27年台風第18号に伴う平成27年9月関東・東北豪雨災害に対して緊急消防援助隊として常総市に派遣。
- 2023年6月：あらかわ2(JA31KN)が退役。
- 2024年9月：あらかわ2(JA31DP)の運航を開始する。
- 2024年（令和6年）12月28日 - 山梨県上野原市西原山林火災に出場。

## 広域連携
- 航空消防相互応援協定（締結日-月-日）
- 消防防災ヘリコプターの運航不能期間等における相互応援協定（締結日-月-日）
- 緊急消防援助隊
- 埼玉県特別機動援助隊（埼玉SMART）[9]

## これまで出場した災害
- 消防相互応援協定等としての活動
  - 1995年1月：阪神・淡路大震災
  - 1997年1月：ナホトカ号重油流出事故
- 緊急消防援助隊としての活動[10]
  - 2004年7月：新潟・福島豪雨災害
  - 2004年10月：新潟県中越地震
  - 2007年7月：新潟県中越沖地震
  - 2008年6月：岩手・宮城内陸地震
  - 2008年7月：岩手県沿岸北部地震
  - 2011年3月：東北地方太平洋沖地震に伴う東日本大震災
  - 2013年10月：平成25年台風第26号に伴う伊豆大島土砂災害
  - 2014年11月:長野県神城断層地震
  - 2015年9月：平成27年9月関東・東北豪雨に伴う常総市水災害[11]
  - 2018年7月：平成30年7月豪雨
  - 2018年9月：北海道胆振東部地震
  - 2021年2月：栃木県足利市の林野火災
  - 2024年1月：令和6年能登半島地震
  - 2025年3月：大船渡市山林火災

## ドクターヘリ的運用
埼玉県では、秩父地方などの山間地などが第三次医療機関から遠く、また道路事情が悪く、昔から救急車が長時間かけて患者を搬送していた。2005年8月1日より埼玉県防災航空隊の防災ヘリで救急医療を実施してきたが、出動要請を受けた埼玉医科大学総合医療センター（川越市）の医療スタッフが、川島町の県防災航空センターに待機する防災ヘリに駆け付け離陸するまでに約25分を要することや、大型のヘリのため着陸できる場所が限られるなどの理由で、これまでの出動件数はわずかに37件であったため、2007年10月26日に、総合医療センターにドクターヘリ専用機の導入に踏み切った。
しかしながら、夜間運航装備がないドクターヘリでは日没後に運航をすることができず、夜間・早朝においては重症患者を救急車で何時間もかけて搬送を行っていた。
そのため、 2009年7月より、夜間照明機器などを搭載した防災ヘリに救急搬送装備（EMS）を搭載し、夜間・早朝においてもドクターヘリに近いサービスを受けられるようにした。
要請を受けた後にホンダエアポートを離陸、夜間設備が整っている埼玉医大国際医療センター（日高市）に一旦着陸し、医療スタッフを搭乗させたあとに現地のランデブーポイントに向かうピックアップ方式により「24時間ドクターヘリ体制」が実施されている。ドクターヘリ専用機と防災ヘリのドクターヘリ的運航を組み合わせて24時間365日救急搬送サービスの実施を公的に表明しているのは、埼玉県だけであり、これまで高度医療サービスを受けづらかった埼玉県内の山間部の救急搬送水準を大きく向上させた。
下記の事故のため、埼玉県は、2010年7月より当分の間は夜間ドクターヘリ体制は中止することを表明した。 2011年1月に日中の防災ヘリによるドクターヘリ的運行に関しては再開された。
さらに2015年度より秩父地方での山岳救助事案では救命率向上のために原則、ドクターヘリとのランデブーを行うことなった。これは山岳救助事案の際はドクターヘリと防災ヘリのドッキングを行い、早期に埼玉医科大学総合医療センターのドクターとナースが要救助者に接触して救命処置を行いながら搬送を行うものである。

## 「あらかわ1」墜落事故（埼玉県消防防災ヘリコプター墜落事故）

### 概要
2010年7月25日11時ごろ、秩父市滝川上流部の水晶谷とブドウ沢が合流する地点のやや下流で山岳救助活動中の「あらかわ1」が墜落した。乗員7名のうち、本田航空社員2名（機長1、操縦士1）航空隊員（狭山市消防本部〈現：埼玉西部消防組合〉、鳩ヶ谷市消防本部〈現：川口市消防局〉出向者）2名、消防隊員（秩父消防本部）1名の5名が死亡し、ホイストで降下した消防隊員1名、航空隊員1名の2名が生存。本件は、滝つぼで女性が滑落したと同行登山メンバーからの通報を受けたもので、あらかわ1はホンダエアポートより出動、一度現場付近に到着したものの要救助者がいるポイントが見つけられないため、同活動を支援するために出動し現地の地形を知る秩父消防本部特別救助隊員2名を休憩施設「彩甲斐街道 出会いの丘」内の場外離着陸場でピックアップし、再び現地に戻って隊員2名をホイストで降下させている最中に本墜落事故は発生した。事故機の煙を発見したのは、航空自衛隊入間基地内のヘリポートより出動し、当該事故機より数分後に現場付近に到着した埼玉県警察のヘリコプター。現場は、埼玉県と山梨県の境に近い雁坂トンネル有料道路埼玉口側から南に数キロ入った木に覆われた深く険しい沢（滝川上流の水晶谷とブドウ沢の合流地点付近）で、登山に慣れた者でないと進入できない（徒歩で数時間かかる）位置にあり、さらに通信事情がよくないため、救助には時間を要した。
また事故当初は、「当日は気候が不安定で激しい雨が降」っていたとされ、天候の変異（ウインドシア）やヘリ操縦の特性から発生するセットリング・ウィズ・パワーによる墜落要因が各マスコミによって報道された。しかし、その後の運輸安全委員会の経過報告書では、埼玉県地方気象台秩父特別地域気象観測所の観測値（観測時間：11:00、風向：北西、風速：2.2m/s、気温：31.1、日照時間：10分、降水量：0.0mm）が掲載され、降下した救助隊員も天候に問題は無かったとしており、セットリング・ウィズ・パワーについても、事故調査報告書により発生が否定されている。
現場指揮本部は、前述の「彩甲斐街道 出会いの丘」に設けられ、埼玉県警ヘリや群馬県防災ヘリ等も同施設の場外離着陸場を使用した。陸上からは埼玉県警の山岳救助隊や秩父消防本部の特別救助隊・消防隊が入った。（墜落現場付近にて、県警と群馬県防災航空隊は本件要救助者とは別の男性が倒れているのを発見し搬送、男性死亡）。
空中から救助に当たったのは、群馬県防災航空隊・栃木県消防防災航空隊、東京消防庁航空隊（2名を救助）、埼玉県警と埼玉県知事よりの災害派遣要請で出動した航空自衛隊の航空救難団百里救難隊（6名を救助）等の救助・救難ヘリコプターであり、救助された者は埼玉県内各地の病院（防衛医科大学、埼玉医科大学国際医療センター、秩父病院等）に運ばれた。滝つぼに滑落した女性も運ばれ、搬送先で死亡確認。生存者二名は百里救難隊の救難ヘリで航空自衛隊入間基地に運ばれ、事故当日に同基地管轄の狭山市消防本部でマスコミに対して会見した。亡くなった航空隊員の1人は同本部から出向していた。当日午後に、埼玉県が生存者に関わる誤報を発したため、マスコミがそのまま誤報を流し、すぐに訂正するなど、各方面で混乱した。通報をした登山グループは、翌26日午前中に下山し事故を伝えられた。この事故に災害派遣で派遣された航空自衛隊の報道は殆どなく、救難ヘリが出動していたことは一般にはあまり知られていない。
参考：
総務省・消防庁
防衛省・航空自衛隊
国土交通省・運輸安全委員会
＜各救助隊などの活動状況＞
9時42分 災害事案に出動するために埼玉県防災航空隊基地を埼玉県防災航空隊「あらかわ1」離陸
9時58分 現場到着したが災害現場を確認できず
10時48分 災害現場直近の場外着陸場へ着陸し秩父消防本部の特別救助隊2名を搭乗させ再度離陸
11時03分 2名の救助隊員がホイスト降下中に尾翼およびメインローターが樹木などに接触して墜落
11時06分 埼玉県警察航空隊「むさし」が白煙が上がっているのを発見
11時08分 埼玉県警ヘリが墜落を確認
11時09分 埼玉県防災航空隊へ秩父消防本部から「山中で煙が上がった墜落の模様」との連絡あり
11時13分 埼玉県警ヘリから県警山岳救助隊員4名が事故現場に降下を開始
12時15分 消防庁は東京救難調整本部（TRCC）から連絡を受けて、情報収集及び対応開始
12時20分 埼玉県警は徒歩で沢を登ってきた秩父消防本部救助隊などと合流して救助を開始
12時52分 群馬県防災航空隊 広域航空応援出動
13時15分 消防庁は埼玉県庁に職員2名を派遣
13時15分 航空自衛隊中部航空方面隊司令官に埼玉県知事より災害派遣要請
13時31分 航空自衛隊百里救難隊のU-125A×2機、UH-60J×2機が離陸
13時33分 東京消防庁航空隊 広域航空応援出動
13時58分 栃木県防災航空隊 広域航空応援出動
14時10分 埼玉県警や秩父消防は、事故機体から搭乗者を搬出開始
15時04分 百里救難隊ヘリ（UH-60J）により搭乗員2名収容
15時24分 東京消防庁のヘリコプターにより搭乗員2名収容（場外ヘリポートから救急車で秩父病院に搬送）
15時34分 百里救難隊は収容者を入間基地において救急車に引き渡し
15時57分 百里救難隊ヘリ（UH-60J）により搭乗員1名収容
16時20分 収容者を入間基地において救急車に引き渡し
16時45分 最後の収容者が病院に到着
18時17分 百里救難隊ヘリ（UH-60J）により搭乗員2名及び滝つぼに転落した女性1名収容
18時41分 収容者を入間基地において救急車に引き渡し
18時41分 航空自衛隊中部航空方面隊司令官に災害派遣の撤収要請

### 事故調査
- 埼玉県警察は、業務上過失致死容疑で秩父警察署に捜査本部を置いた
  - 7月27日朝に、県警山岳救助隊員5人と捜査1課の捜査員3人、秩父消防本部の隊員2人が徒歩で現地調査を行った。
- 事故当日に、運輸安全委員会の航空事故調査官3名も同署に入り、調査を始めた。
  - 事故現場は険しく調査官が直接進入することができないため、翌26日に空中からの調査を行った。
  - 事故を目撃した登山グループのメンバーや、ホイストで降下した隊員からの事情聴取が行われた。
  - 事故機は、事故原因究明に重要な役割を持つDFDRや音声記録装置（CVR）の搭載は義務付けられていなかった。
  - 調査官は、原因判明まで半年はかかるとのコメントを残した。
- 2010年9月11日に事故機体（エンジン・トランスミッションを含む）が回収され、埼玉県より警察に提出された。
- 2012年2月24日に運輸安全委員会は、障害物の確認が不適切だったことで、テールローター（後部回転翼）が木と接触して壊れ、操縦不能に陥ったとする調査報告書を公表。[19]
  - 事故調査報告書の最終版には、樹木などを巻き込んで破損したとされるフェネストロン（後部回転翼機能）、フェネストロンの外側に張り出す左側水平尾翼、機体後部の構造物であるテールブームの破断・破損、メインローター（時計方向）の大きな断裂・破損が詳細に記述されて、搭乗員による機体後方確認の未実施やホイストケーブルの適切な運用・活用がされなかったとして、機体後方に対する見張りの必要性やホイストケーブルの最大繰出し長さが90mであることから、ホイストケーブルの60m以上での運用・活用を指摘している。しかし、左側キャビンからの機体後方の確認は、搭乗員が機体から身を乗り出さない限りは出来ないことや現行でのホイスト降下は最大約60m程度であり、それ以上の有効利用となると防災ヘリ搭乗員に対しては厳しい要求が課されたことになるが、高対地高度での救助訓練の実施や状況に応じての活動中断も促され、これにともない埼玉県防災航空隊の総合運用規程も変更が行なわれた。今回の墜落事故はホイストケーブルを運用上限の60m近くまでケーブルを延ばし、降下した救助員が接地するには足りないケーブル長さを補うために操縦者が機体を降下させ、機体後部の左側面を確認できない状況で障害物に機体が接触して、操縦不能となり防災ヘリが墜落事故を起したと結論づけている。

### この事故を受けた関係者の対応
- 通報を行った登山グループのリーダーが、事故後すぐに秩父市役所にて謝罪会見を行った。
- 7月26日の埼玉県議会定例会において、県議会全員による黙祷が行われた。
- 秩父市長は海外の姉妹都市に向かうために成田空港に向かっていたが、事故の一報を聞いてキャンセルし、事故当日に秩父に戻って記者会見を開いた。
- 埼玉県知事（2010年7月現在）は、事故後すぐにコメントを発している[20]。

（防災ヘリコプター「あらかわ1」の墜落事故に関する知事コメント）
 昨日、秩父市大滝において、遭難者の救助にあたった防災ヘリコプター「あらかわ1」が、墜落するという事故が発生いたしました。この事故により、お亡くなりになった＜亡くなられた隊員の所属と名前＞には、埼玉県民を代表し、心から哀悼の意を捧げます。お亡くなりになった方々は、710万の埼玉県民の安心・安全のため、日々、厳しい訓練を重ね、自らの危険を顧みず、日夜、人命救助に全力を尽くしてこられました。県民の尊い命を救うという崇高な任務に全身全霊を捧げた消防精神のもと、こころざし半ばとなってしまったことに、どんなに無念であったことと存じます。また、御遺族の皆様方の深い悲しみを察するに余りあるものがございます。埼玉県民を代表し、御遺族の皆様方に心から哀悼の意を捧げます。
 県としては、事故原因の解明を受け、このような事故が二度と起こらないように早急に対策を講じてまいります。お亡くなりになられた方々の崇高な消防精神を胸に刻み、悲しみを乗り越えて、引き続き、県民の安心安全に全力で取り組んでいくことを改めてお誓い申し上げます。
 平成22年7月26日 埼玉県知事 上田清司
- 8月4日、埼玉県議会6月定例会にて、以下のように決議された[21]。

（埼玉県防災ヘリコプター「あらかわ1」の墜落事故に関する決議）
 平成22年7月25日、秩父市大滝地内で、遭難者の救助に当たった本県防災航空隊の防災ヘリコプター「あらかわ1」が墜落した。この事故では、狭山市消防本部及び鳩ヶ谷市消防本部から県防災航空隊へ派遣されている隊員各1名、秩父消防本部の隊員1名、本田航空株式会社所属の機長、同じく副操縦士の計5名が亡くなるという極めて痛ましいものとなった。事故の犠牲となられた方々は、日々、厳しい訓練を重ね、自らの危険を顧みず、強い使命感をもって、日夜、任務に全身全霊を捧げてこられた。崇高な消防精神を持つ5名もの尊い命が失われたことは痛恨の極みであり、犠牲となられた方々と御遺族の皆様に対し、心から哀悼の意を表する。
 県や県内各消防本部をはじめ防災航空関係者は、この悲しみを乗り越え、今後も起こりうる様々な災害や事故に対してひるむことなく対処していかなければならない。よって、県は、今回の事故原因を踏まえ、このような事故が二度と起こることのないよう万全の事故防止策を講じるとともに、早期に従前の防災航空体制を確立し、県民の安全安心のために全力で取り組むよう強く求める。
 以上、決議する。
 平成22年8月4日 埼玉県議会

### 事故の影響
- 整備点検などの都合上、埼玉県が独自に行ってきた24時間ドクターヘリ体制が中止された。
- 現地は荒川の上流部に当たり、事故機からの油流出が確認され、秩父消防が下流部の滝川にオイルフェンスを張り監視を行った。
- 各都道府県の防災航空隊で一斉に点検
- 新聞やテレビ等では追悼の特集が組まれ、交流があった個人のブログなどの各方面から追悼のメッセージが発信された。
- 消防防災課によると、総務省消防庁のメンタルケアチームが診断したところ、事故による同僚の防災航空隊員や本田航空社員の心理的ショックが強く、業務を継続できる状態にないことから、事故発生日から4か月間運用を中止した。
- 防災航空隊の運用を休止させることから、埼玉県は、山梨県と群馬県等の周辺都道府県の消防防災航空隊に出動を要請するとしている。
  - 2010年9月20日、飯能市内で発生した登山客救助案件に関しては、群馬県防災航空隊のヘリコプターに出動要請を行った。[22]

### 三次災害
- 2010年7月31日、バンキシャ!の放送の取材のために訪れた日本テレビ記者とカメラマンの2名が防災ヘリの墜落現場を取材するため入山し、翌1日に県警山岳救助隊員によって心肺停止の状態で発見された[23]。2人は、31日早朝に山岳ガイド1名（日本山岳ガイド協会員）の案内の下、出会いの丘より豆焼橋を渡り、林道と登山道を経て墜落現場に向かった。2人がTシャツにジャージ姿だったことや歩行状態から登山に不慣れで先行きに危険を感じたガイドの判断により、沢付近で引き返すように申し入れ、国道140号豆焼橋まで一旦引き返した。その後2人は、墜落現場を見通せる尾根がないか探してくるとガイドに伝え、再び山に入ったという。以後2人の行路経路は不明。日暮時刻になっても2人が出会いの丘駐車場に駐車した取材車に帰ってこないことを心配した運転手が日本テレビへ連絡、同社は記者が携帯している衛星電話に連絡を試みるも不通のため、23時頃秩父警察署に捜索救助を要請した。翌1日4時頃から山岳救助隊員が捜索活動を開始、9時頃に滝川直蔵淵の滝つぼで2名を発見。陸上から搬送が困難のため、埼玉県警ヘリ「むさし」で皆野町の病院に運ばれ、2名の死亡が確認された。当日11時頃にはテレビ各局で速報が流れ始める。1日午後から、秩父市にてガイド、日本テレビ本社にて同社社長と編成部長の記者会見が行われた。2日に司法解剖が行われ、死因は溺死と判明。3日に2名の通夜・告別式が行われるとともに、埼玉県警察による捜査活動が行われ、カメラとメガネを回収した。31日の秩父地方は大気の状態が不安定で、現場付近では午後に雷雲が発生していた。埼玉県警察は報道機関に対して三次被害の恐れがある為、取材自粛要請を出していた。なお、NHKも事故翌日に墜落現場まで取材班を派遣し、墜落した機体を含めた現場映像を報道していた。[24]

### 慰霊

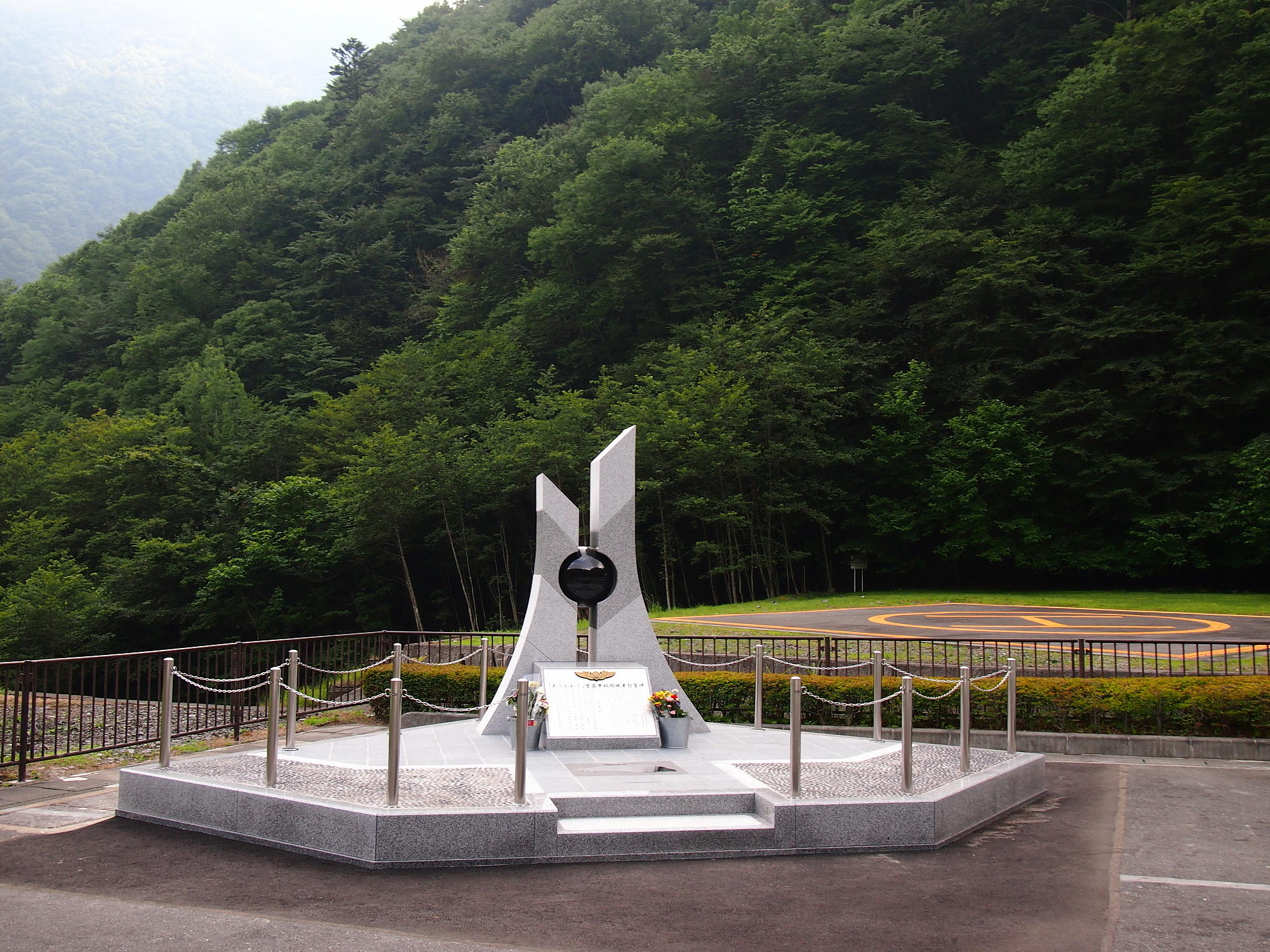
「あらかわ1」墜落事故殉職者慰霊碑

- 2010年9月2日、さいたま市にて、総務大臣、埼玉県知事、職場の同僚らおよそ1400人が参列し、合同葬が営まれた。
- 2013年7月27日、出会いの丘駐車場に、殉職者慰霊碑が建立された。

### 事故処理
- 2010年9月11日、あらかわ1の機体がヘリコプターによって回収され、出会いの丘の駐車場に運ばれた。回収を請け負ったのは、朝日航洋株式会社。回収作業のために、9月5日より事故現場1キロ手前に幕営地を設置し、社員数名が現地に詳しいアドバイザーを伴って泊まりこみで部品回収・搬出作業の準備を行った。（地上作業期間中に台風9号が通過したため、安全のため一旦中止している。9月8-10日）回収に使用された機体は、AS332Lである。[25]回収当日は、岐阜県防災航空隊のヘリ「若鮎2」が北アルプス奥穂高岳で「あらかわ1」同様登山客の救出活動中に墜落し3名の尊い命が犠牲になってから一年となる日（事故発生日：2009年9月11日）でもあった。[26]

- また、本回収作業に利用されたAS332L（JA9635）は、2010年9月26日午前8時半ごろに鹿児島県屋久島町において墜落した。[27]8月18日にも海上保安庁第6管区海上保安本部所属のヘリコプター「あきづる」が墜落する佐柳島沖海保ヘリ墜落事故が発生しており、2010年度夏期（6-10月）は、日本各地で観測史上過去最高の真夏日が連続日数記録を更新するとともに、全国的にヘリコプターや小型航空機による事故が多かった。[28]

### 事故をうけた対策
- 総務省消防庁は、消防防災ヘリコプターによる山岳救助の安全性を確保するため、検討会[29]を発足させた。
- 埼玉県自民党県議団は、「県内で発生した山岳遭難事故で県の防災ヘリコプターが出動する場合、遭難者にその運航費用を負担させることができる権限を知事に付与する」という条例案を今年9月の議会へ提出し一旦撤回し延期[30]したものの、2017年に再び条例案を議会へ提出し、3月27日に可決成立した。その後2018年1月1日に条例が施行された。[31]
- 条例施行後の2018年1月16日に小鹿野町の二子山で登山中に滑落し、防災ヘリコプターに救助された県内の60代男性にヘリコプター燃料費分として5万5000円を請求した。[32]